# Pycnis sclerotivora
Pycnis sclerotivora är en svampart som beskrevs av Bref. 1881. Pycnis sclerotivora ingår i släktet Pycnis, divisionen sporsäcksvampar och riket svampar.   Inga underarter finns listade i Catalogue of Life.